# Tomás I de Saluzzo
Tomás I del Vasto (Saluzzo, 1239 - Saluzzo, 1296) fue marqués de Saluzzo entre 1244 y 1296.  Tomás era hijo de Manfredo III de Saluzzo y Beatriz de Saboya.

## Vida
Tomás quedó huérfano con cinco años y por expreso deseo de su padre fue llevado a Chivasso, donde estaba la corte de Bonifacio II de Montferrato, primo de su padre.  El primo de su padre protegió sus intereses haciendo honor a la alianza que había suscrito con Manfredo.

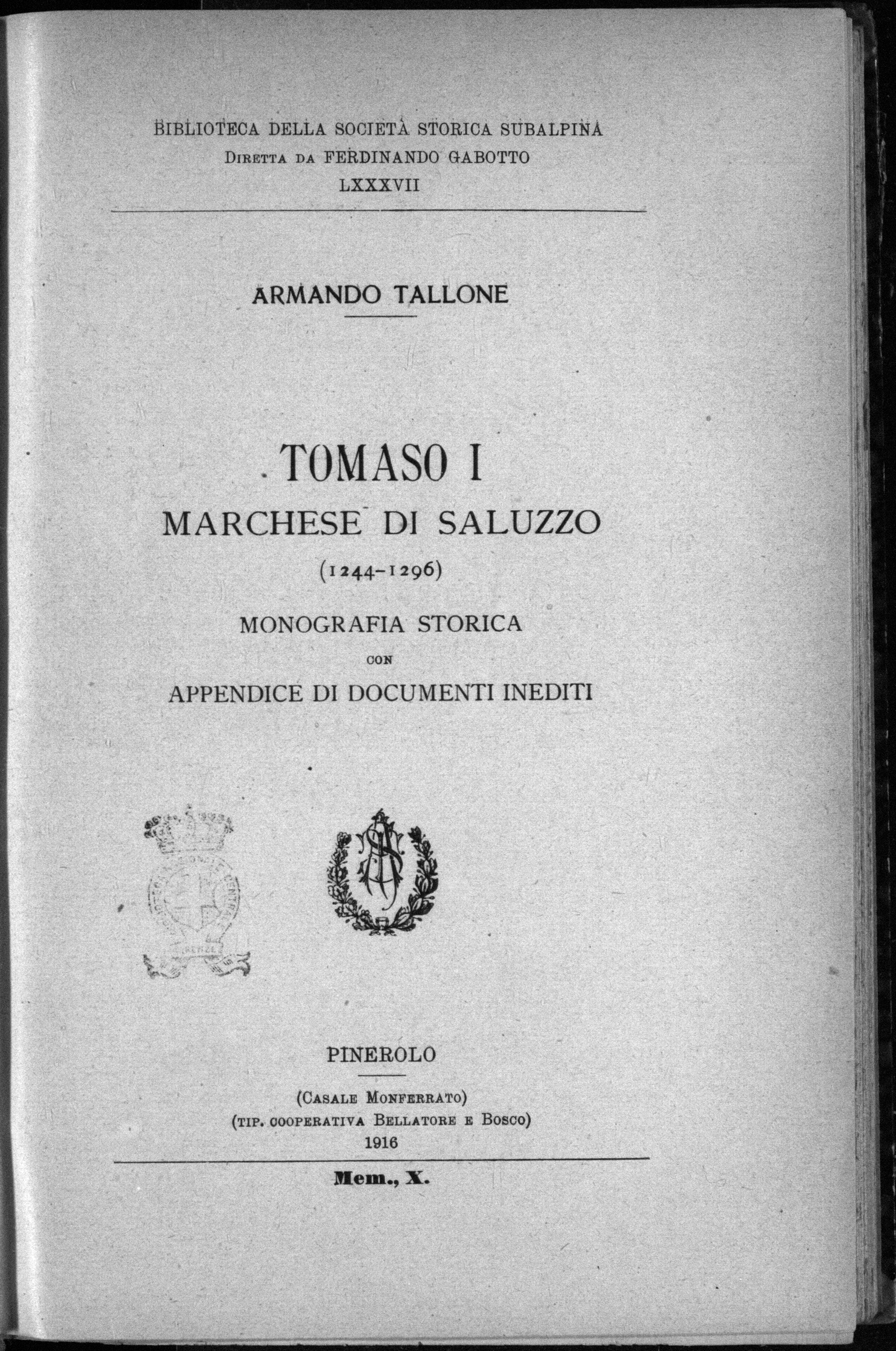
Armando Tallone, Tomaso I Marchese di Saluzzo, 1916

Alcanzada la mayoría de edad, Tomás regresó a Saluzzo y comenzó a poner en práctica lo aprendido en la corte de Chivaso.  Bajo su gobierno Saluzzo floreció alcanzando una grandeza no visto hasta entonces.  Tomás amplió sus posesiones al añadir Carmagnola, y fijó las fronteras de sus estado, que quedarían inamovibles durante dos siglos.  Políticamente se puso del lado de los imperiales, como será tradición en la familia, aliándose a Saboya para combatir a Turín y Asti, contra los que tuvo diversas escaramuzas.
Al convertirse en un estado poderoso de la región, sus intereses le llevaron a convertirse en el enemigo principal de las pretensiones de expansión por el Piedemonte de Carlos de Anjou, que estaba apoyado por los papas de Aviñón.  Tomás tuvo que defender con vigor sus castillos, y se vio forzado a construir muchos otros en las ciudades que carecían de fortaleza.  Llegó un momento en el que Tomás se vio completamente rodeado por el Anjou y tuvo que unirse a la Liga Antigevina capitaneada por su primo Guillermo VII de Montferrato.  Pero el ejército de Carlos era mucho más numeroso que el de Saluzzo y en 1267, durante la lucha por el control del valle de Stura di Demonte, Tomás se vio forzado a mostrar sumisión ante el enemigo.  La liga había sido derrotada pero no destruida, y tras años de conflicto, el 10 de noviembre de 1275 las fuerzas conjuntas del Piedemonte infringieron una importante derrota a Carlos en la decisiva batalla de Roccavione.  Derrotada la amenaza angevina, Tomás y su primo Guillermo VII intentaron aliarse con Pedro III de Aragón para invadir Saboya y repartirse sus territorios.  La alianza nunca llegó a afianzarse, pero muestra la importancia del marqués en Europa, donde era considerado como posible aliado incluso por los estados más importantes.
Retirado de las actividades militares para administrar mejor sus territorios, conquistó Cuneo en 1291.  Tomás centralizó en sus manos todo el poder del marquesado, excluyendo a otros miembros de la familia.  Hizo a Saluzzo una ciudad libre, otorgándola una podestá para que un alcalde gobernase en su nombre.

## Descendencia
Tomás tuvo quince hijos con Luisa di Ceva:
- Manfredo, que como primogénito le sucedió al frente del marquesado.[1]

- Alicia († después de 1339), quien se casó antes de 1285 con el normando Richard FitzAlan, octavo conde de Arundel.[2]

- Eleonora (antes de 1265 - después de 1315), quien se casó en primeras nupcias con Corrado del Carretto y posteriormente con el marqués de Savona.
- Violante († después de 1339), quien se casó con Opicino Spinola y después con Luchino Visconti.
- Felipe († octubre de 1324), gobernador de Cerdeña, quien se casó hacia 1292 con Sibilla di Peralta († 1321) y tras la muerte de esta, en 1324, con Agalbursa di Cervera.
- Juan (1272/76 – después de 1329), Señor de Dogliani.
- Bonifacio († hacia 1325), monje
- Jorge († después de 1349), monje
- Beatriz
- Aluigia
- Ana, casada con Manfredo Beccaria
- Constancia, monja
- Margarita († después de 1313), monja en Revello
- Aliana († después de 1313), monja en Revello
- Catalina († después de 1313), monja en Revello